# Даунинг, Эндрю Джексон
Эндрю Джексон Даунинг (англ. Andrew Jackson Downing; 1815, Ньюберг, округ Ориндж, штат Нью-Йорк — 1852, при пожаре на судне на реке Гудзон) — американский ландшафтный архитектор и дизайнер, работавший в неоготическом стиле, писатель и журналист.

## Биография
Эндрю Даунинг родился в семье садового мастера. После окончания школы в 16-летнем возрасте начинает работать в садовом хозяйстве отца. Уже тогда у молодого человека появляется интерес к разбивке парков и ландшафтной архитектуре. Даунинг начинает изучать ботанику, парковое планирование и сельскую архитектуру и вскоре (в 1830-е годы) уже пишет статьи по этой тематике в различных газетах и журналах по садоводству. В 1841 году выходит в свет его первая книга «A Treatise on the Theory and Practice of Landscape Gardening, Adapted to North America» (Заметки по теории и практике разбивки садов применительно к Северной Америке). Книга имела успех среди интересующихся этой областью знаний, тем более что Заметки… были первой книгой о ландшафтном дизайне, выпущенной в США. В 1842 году Даунинг в соавторстве с известным архитектором А. Дж. Дэвисом, пишет и издаёт книгу «Cottage Residences» (Коттеджи), где предлагаются различные варианты коттеджных построек, сочетавших черты архитектуры романтизма с типичным английским сельским стилем (Питтуреск). Эта книга также сыграла большую роль в распространении в американском архитектурном интерьере т. н. комнатной готики.
В 1845 году Даунинг написал, совместно со своим братом Чарльзом, сочинение по ботанике «Fruits and Fruit Trees of America» («Плоды и плодовые деревья Америки»), ставшее на длительное время образцовым в этой области. Ей следует «Архитектура сельских зданий», вышедшая в 1850 году. Получив в 1840-е годы известность знатока в области сельской архитектуры и паркового дизайна, Даунинг в 1846 году стал шеф-редактором журнала The Horticulturist и возглавил его до своей гибели в 1852 году. Журнал занимался вопросами садоводства, плодоводства, ботаники, сельской и парковой архитектуры. В этом журнале Даунинг впервые высказал предложение о разбивке в Нью-Йорке Центрального парка (эту идею Даунинга впоследствии осуществили его ученики и компаньоны). В своём издании он выступил также с предложением об открытии в США государственных сельскохозяйственных школ.
В 1850 писатель совершил поездку в Европу и в Англии познакомился с художником и архитектором Калвертом Воксом, который увлёкся идеями Даунинга по созданию ландшафтных проектов в сельской местности и согласился на переезд в США для совместной работы. Даунинг создал в Ньюберге архитектурное бюро, в котором, кроме него и Вокса, работал также и Фредерик Кларк Уитерс. В 1852 году Вокс стал партнёром Даунинга по фирме. Совместно они работали над такими важными проектами, как разбивка парковой зоны у Белого дома и Смитсоновского института в Вашингтоне.
Даунинг погиб во время взрыва на пароходе «Генри Клей», на котором он с женой и её родственниками совершал прогулку по реке Гудзон. При взрыве судно охватило пламенем, однако архитектор успел выпрыгнуть за борт, предварительно выбросив одно из кресел. В то время как его жена ухватилась за плавающий предмет мебели,[какой?] сам Даунинг бросился на помощь другой женщине, вместе с которой и утонул. Прах архитектора был впоследствии опознан по некоторым имевшимся у него металлическим предметам. Похоронен в родном городе. Архитектурное бюро Даунинга продолжило свою работу в составе Вокса и Уитерса.

## Увековечение памяти
- В 1889 году город Ньюберг предложил архитекторам Воксу и Уитерсу разбить новый парк. Заказ был принят при условии, что этот парк будет носить имя их бывшего учителя. В 1897 году Даунинг-парк был открыт.
- О заслугах Э. Дж. Даунинга напоминает памятник ему, установленный перед зданием Смитсоновского института.
- Ботаник Джон Торри назвал в честь своего коллеги род растений Downingia Torr. — Даунингия семейства Колокольчиковые.
- Дом Плумбуша считается воплощением идей Даунинга и это стало причиной внесения его в национальный реестр исторических мест США[2].

## Галерея
- Некоторые работы
- Проект II, английский или сельский-готика стиль, Cottage Residences, 1842.
- Проект VI, итальянский стиль, Cottage Residences, 1842.
- Уоррен-хаус в Ньюберге, построенный К. Воксом согласно положениям Cottage Residences Э. Дж. Даунинга.

## Сочинения по архитектуре
- A Treatise on the Theory and Practice of Landscape Gardening, Adapted to North America, 1841.
- Cottage Residences: or, A Series of Designs for Rural Cottages and Adapted to North America, 1842; reprinted as Andrew Jackson Downing, Victorian Cottage Residences, Dover Publications, 1981.
- The Architecture of Country Houses: Including Designs for Cottages, and Farm-Houses and Villas, With Remarks on Interiors, Furniture, and the best Modes of Warming and Ventilating, D. Appleton & Company, 1850; reprinted as Andrew Jackson Downing, The Architecture of Country Houses, Dover Publications, 1969.